# إلفير هادزيتش
إلفير هادزيتش هو لاعب كرة قدم بوسني في مركز الهجوم، ولد في 18 يناير 1999 في Schärding ‏ في النمسا. لعب مع نادي مول فيهيرفار.

## وصلات خارجية
- إلفير هادزيتش على موقع قاعدة بيانات كرة القدم.إي يو (الإنجليزية)
- إلفير هادزيتش على موقع عالم كرة القدم.نت (الإنجليزية)